# Вероніка Кемпбелл-Браун
Вероніка Кемпбелл-Браун (англ. Veronica Campbell-Brown; 16 травня 1982) — ямайська легкоатлетка, триразова олімпійська чемпіонка, триразова чемпіонка світу, дворазова чемпіонка світу в закритих приміщеннях, чемпіонка Ігор Співдружності, володарка численних інших нагород.
Чемпіонка спорту ЮНЕСКО (2008) 

## Виступи на Олімпіадах
| Олімпіада   | Дисципліна              | Місце  |
| ----------- | ----------------------- | ------ |
| Сідней 2000 | естафета 4 x 100 метрів | 2      |
| Афіни 2004  | біг на 100 метрів       | 3      |
| Афіни 2004  | біг на 200 метрів       | 1      |
| Афіни 2004  | естафета 4 x 100 метрів | 1      |
| Пекін 2008  | біг на 200 метрів       | 1      |
| Пекін 2008  | естафета 4 x 100 метрів | участь |
| Лондон 2012 | біг на 100 метрів       | 3      |
| Лондон 2012 | біг на 200 метрів       | 4      |
| Лондон 2012 | естафета 4 x 100 метрів | 2      |
| Ріо 2016    | естафета 4 x 100 метрів | 2      |